# Flamisell
Le Flamisell est un cours d'eau espagnol d'une longueur de 34 km qui coule dans la communauté autonome de la Catalogne. Il est un affluent de la Noguera Pallaresa dans le bassin de l'Èbre.